# 義蓋雲天
《義蓋雲天》（英語：[Heavy Response] 错误：{{Lang}}：文本有斜体标记（帮助））是香港一部喜劇、動作、愛情電影，於1986年上映。

## 簡介
港生是一名女人，並來自大陸，但他一來到香港，就被一名黑幫大佬叫蛇頭捉走並折磨她，還好他她運氣好逃走了。
還未找到姨媽的港生只好到超級市場偷東西，剛好警察何定邦及他的夥伴舅父仔在抓毒犯，剛好兩人看見在偷東西的港生，港生逃走時剛被車輛撞傷，後她為了不被何定邦認到是來自陸，只好假扮是他的妻子。
此時，何定邦的媽媽說想何定邦帶一名女友到家裏，當何定邦的媽媽到達何定邦的家裏，看見港生在打掃，並以為她就是何定邦的女友，並同時令兩人關係提升，此時，何定邦真正的女友朱迪來到家，卻看見港生，令她向何定邦的媽媽破口大罵，這樣令和何定邦的媽媽認定港生就是她的媳婦。
一天，何定邦和舅父仔一起到餐廳瞭解關於客人暈倒的事，舅父仔看得出他是假扮的，其實為了吃飯不付錢，於是何定邦叫一名小孩向那名暈倒的男人撒尿的，令他甦醒，並承認是假扮暈倒的，當舅父仔看見此情況時，提醒何定邦可能家裏的妻子是假扮的。
何定邦回家後決定試探，果然成功，港生的確不是他的妻子，港生告訴了何定邦真正身份，令何定邦大為失望，並對港生說回來後不希望再看到她。
之後，何定邦因為捉賊而受傷，港生不計前嫌地前往醫院照顧他，令何定邦的媽媽十分開心，她打算說服何定邦讓港生留下來，但港生為了不想拖累何定邦而離開了醫院，她再次成為失業人士，她到一些餐廳裏做雜工，卻被一些同伴欺負，令港生十分傷心，她流浪街頭。
一次，何定邦和舅父仔回家時剛好遇見港生，令何定邦想帶她回家，舅父仔卻勸何定邦不要自找麻煩，把他拉走了，但當何定邦發現外面下雨時，決定帶港生回家，並在另一天和舅父仔帶港生拿出生證明及帶她到時裝店買新衣服，剛好何定邦前女友朱迪都在同一間時裝店，她一看見港生，並一怒之下掌摑她，何定邦因看見朱迪向港生連續掌摑多下，決定以傷人罪拘捕朱迪，在她身旁的閨蜜立刻裝不認識朱迪，港生為了令何定邦不要做壞人，把真正身份告訴了朱迪。何定邦為救港生親自和朱迪談判，朱迪卻不停地說要報警把港生抓掉，何定邦以朱迪胸部有打針的證據威脅朱迪不要報警，朱迪為了保住面子，只好答應。
經過此事後，何定邦和港生開始在一起了，但好日子還未過多長時間，蛇頭在港生搭電梯時，剛好遇到她，並把港生捉走...

## 演員
| 演員   | 角色       | 粵語配音 | 介紹                                                                                              |
| 周潤發 | 何定邦     | 周潤發   | 警察 朱迪前男友 後為港生男友 許sir下屬 舅父仔之夥伴 最後去救港生時被蛇頭槍傷                      |
| 王祖賢 | 港生       |          | 偷渡大陸到香港的女子 被蛇頭強暴 最后因為何定邦被蛇頭槍傷而發瘋地槍殺蛇頭                          |
| 沈威   | 蛇頭       | 盧雄     | 本片終極大反派 強逼港生紋下蛇在她的揹上 性格兇狠，心狠手辣 最后因為槍傷何定邦而被港生連開四槍而死 |
| 秦沛   | 許Sir      | 周永光   | 警察 何定邦上司                                                                                   |
| 鄭則仕 | 肥Ken      | 盧雄     | 警察 有一次見到港生要她的身份証，後被何定邦騙走                                                   |
| 呂方   | 舅父仔     | 鄧榮銾   | 何定邦之拍檔                                                                                      |
| 潘麗賢 | 朱迪       | 盧素娟   | 何定邦前女友                                                                                      |
| 李香琴 | 何定邦母親 | 李香琴   | 何定邦之母                                                                                        |
| 黃韻詩 | 三姨       |          | 港生姨媽                                                                                          |
| 蕭山仁 | 三叔       | 盧國權   | 三姨丈夫                                                                                          |
| 駱應鈞 | 餐廳經理   |          |                                                                                                   |

## 外部連結
- 香港影庫上《義蓋雲天》的資料（繁體中文）
- 開眼電影網上《義蓋雲天》的資料（繁體中文）
- 豆瓣电影上《義蓋雲天》的資料 （简体中文）
- 时光网上《義蓋雲天》的資料（简体中文）
- AllMovie上《義蓋雲天》的资料（英文）
- 爛番茄上《Response 義蓋雲天》的資料（英文）
- 互联网电影数据库（IMDb）上《義蓋雲天》的资料（英文）